# Інститут політики Іглтона
Інститут політики Іглтона Ратґерського Університету було засновано в 1956 році завдяки пожертві Флоренс Пешайн Іглтон (1870–1953) і спрямовує свою увагу на державну та національну політику через освіту та громадську службу. Рут Мендель була директоркою протягом понад 20 років, після чого її на посаді змінив Джон Фармер-молодший у вересні 2019 року, а в вересні 2022 року — Елізабет С. Матто.
Інститут знаходиться у кампусі Кук-Дуглас в Нью-Брансвіку, Нью-Джерсі, і розташований в будинку Вуд Лоун, який включено до реєстру історичних місць Нью-Джерсі та Національний реєстр історичних місць США.

## Огляд
Флоренс Пешін Іглтон була суфражисткою та співзасновницею Ліги жінок-виборців Нью-Джерсі. Вона підтримувала збільшення доступу жінок до вищої освіти та була однією з перших жінок, яка стала попечителькою Ратґерського Університету. У своєму заповіті вона залишила понад 1 000 000 доларів на заснування Фонду Веллса Філліпса Іглтона та Флоренс Пешайн Іглтон, який став Інститутом політики Іглтона в Ратґерському Університеті. Іглтон розпорядилася, щоб її підтримка була використана:
"...для розвитку знань у сфері практичних справ політики та уряду, щоб розширити розуміння сутності демократії через освіту молодих жінок і чоловіків у справах демократичного уряду... Я маю тверду переконаність, що культивування громадянської відповідальності та лідерства серед американців в сфері практичних політичних справ є важливим та зростаючим завданням для нашої держави та нації... Я подаровую цей дармо в основному для розвитку та освіти в галузі відповідального лідерства в громадських та урядових справах та розв'язання їх політичних проблем."

## Центри та програма
Інститут політики Еглтон має декілька центрів і програм:
- Центр Американських Жінок і Політики (CAWP) має на меті сприяти поглибленню знань та розуміння участі жінок у політиці та уряді, а також посиленню впливу та лідерства жінок у суспільному житті.
- Іглтонський Центр Вивчення Громадської Думки, заснований у 1971 році, щороку проводить кілька загальнонаціональних опитувань громадської думки та укладає контракти з державними установами та некомерційними організаціями на проведення соціологічних досліджень.
- Центр з Питань Американського Губернаторства прагне сприяти дослідженню та обговоренню ролі губернаторів штатів у Сполучених Штатах. Центр створює великий віртуальний архів і спонсорує низку академічних заходів та публічних форумів, присвячених темам і питанням, пов'язаним з посадою губернатора по всій країні, а також з адміністраціями окремих губернаторів у Нью-Джерсі та інших штатах.
- Центр Політичної Участі Молоді (CYPP) через дослідження, громадську діяльність та освітні програми займається вивченням громадянської освіти на рівні середньої школи та політичної участі серед молоді. Ініціативи CYPP включають RU Ready[3], RU Voting[4], State House Express[5], проєкт "Молоді обрані лідери"[6], та Дарієнський Проєкт Громадянської Активност[7].Інші програми та ініціативи Інституту Еглтон включають:

- Проєкт професора Кліффорда П. Кейса з питань громадських справ, заснований радою керівників університету в 1980 році і названий на честь Кліффорда П. Кейса, багаторічного сенатора США від штату Нью-Джерсі. Володар цієї професійної відзнаки зазвичай відвідує один з трьох кампусів університету на кілька днів щороку. Серед минулих володарів Джордж Мітчелл, Олімпія Сноу, Лі Гамільтон, Чак Гейгель, Джеймс Фулбрайт і 38-й президент США Джеральд Форд.[8]
- Програма з етики в державному управлінні ім. Артура Голанда (Arthur J. Holland Program on Ethics in Government) заснована в 1989 році і названа на честь Артура Джона Голанда, багаторічного мера Трентона. Програма організовує щорічну лекцію в університеті, а також семінар на конференції Ліги муніципалітетів Нью-Джерсі в Атлантик-Сіті. Програма також надає стипендію "для підтримки студента, який здійснює проєкт, спрямований на просування етики в уряді".[9]